# Hontkirályfalva
Hontkirályfalva (szlovákul: Kráľovce-Krnišov, korábban Kráľovce) község Szlovákiában, a Besztercebányai kerületben, a Korponai járásban.

## Fekvése
Korponától közúton 12 km-re, (de légvonalban csak 5 km-re) nyugatra fekszik. Kormosó tartozik hozzá.

## Története

### Hontkirályfalva
Hontkirályfalva neve 1329-ben "Keralyffa" alakban bukkan fel, később Kralóc néven is említik. Nevét onnan kapta, hogy eredetileg királyi birtok volt. Később a csábrági váruradalomhoz tartozott, majd birtokosai a Koháryak, Telekiek és Radvánszkyak voltak. 1567-ben a török rajtaütött a településen, kifosztotta és felégette azt. 1828-ban 44 házában 264 lakos élt. Lakói a földművelés és állattenyésztés mellett kézművességgel, főként kosárfonással foglalkoztak.
Vályi András szerint "KRALÓCZ. Kralovcze. vagy Királyfalva. Tót falu Zólyom Várm. lakosai katolikusok, és másfélék, fekszik Kormosóhoz nem meszsze, és annak filiája, földgyének 1/3 része termékeny, fája van mind a’ két féle, piatzozása Schelmetzen, és Korponán, a’ gyümöltsös kertyei is jók."
Fényes Elek szerint "Kralócz, Zólyom m. tót falu, Korponához egy óra: 179 kath., 101 evang. lak."
A trianoni békeszerződésig Hont vármegye Korponai járásához tartozott. 1964-ben csatolták hozzá a szomszédos Kormosót.

### Kormosó
A Hontkirályfalvához tartozó Kormosót 1266-ban "Kurumsou" alakban említik először, ezzel a környék egyik legősibb települése. 1317-ben "Cormosso", 1342-ben "Kurumpsou" néven szerepel a forrásokban. A Hont-Pázmány nemzetség birtokolta. A 14. században Litva várának uradalmához tartozott. A 16. században Verbőczi István, majd a csábrági uradalom birtoka. A 19. században a Coburgoké. 1558-ban 25 jobbágytelke volt. 1715-ben 49, 1720-ban 38 portája adózott. 1828-ban 62 házában 382 lakos élt, akik mezőgazdasággal, állattartással, szőlőtermesztéssel foglalkoztak.
Vályi András szerint "KORMOSO. Krompov, Tót falu Hont Várm. földes Ura G. Kohári Uraság, lakosai katolikusok, és evangelikusok, fekszik Selmetzhez 1 1/2, Korponához pedig 3/4 mértföldnyire, legelője van elég, fája mind a’ két féle, piatzozása Selmetzen, szőlő hegye tsekély borokat terem, földgyének nagyobb része sovány, és nehezen miveltetik."
Fényes Elek szerint "Kórmoss, Honth vm. tót falu, Zólyom vmegye szélén, a hegyek közt: 15 kath., 367 evang. lak., kik a korponai határban szőlőt mivelnek. Kat. paroch. templom. Fenyves, bikkes erdő. F. u. h. Coburg. Ut. p. Selmecz."
A trianoni békeszerződésig Hont vármegye Korponai járásához tartozott. 1964-ben egyesítették a szomszédos Hontkirályfalvával.

## Népessége
| Év:            | 1994. | 2004.    | 2014.   | 2024.    |
| -------------- | ----- | -------- | ------- | -------- |
| Emberek száma: | 178   | 158      | 172     | 148      |
| Eltérés:       |       | -11,23 % | +8,86 % | -13,95 % |

| Év:            | 2023. | 2024. |
| -------------- | ----- | ----- |
| Emberek száma: | 148   | 148   |
| Eltérés:       |       | +0 %  |

Hontkirályfalva lakosainak száma 1910-ben 281 fő, túlnyomórészt szlovákok.
2001-ben az egyesített településnek 192 szlovák lakosa volt.
2011-ben 187 lakosából 171 szlovák.

## Nevezetességei
- Evangélikus temploma 1794-ben épült, 1911-ben neogótikus stílusban átépítették.
- A községben ma is számos népi építésű ház látható.

## Híres emberek
- A faluban tevékenykedett 1873 és 1878 között Andrej Kmeť szlovák archeológus, etnográfus és botanikus, valamint Jozef Luňáček természettudós.

## Külső hivatkozások
- Községinfó
- Hontkirályfalva Szlovákia térképén Archiválva 2007. március 12-i dátummal a Wayback Machine-ben
- Tourist-channel.sk
- Regionhont.sk
- E-obce.sk